# Massimiliano Savelli Palombara
Massimiliano Savelli Palombara, marchese di Pietraforte (Roma, 14 dicembre 1614 – Roma, 16 luglio 1685), è stato un nobile, alchimista e poeta italiano.
Fece costruire la Porta Magica di Roma, unica testimonianza di architettura alchemico-magica del mondo occidentale ancora oggi esistente.

## Biografia
Nato a Roma il 14 dicembre 1614, Massimiliano era figlio di Oddone V marchese di Pietraforte (di un ramo cadetto dei Savelli) e di sua moglie, la nobildonna romana Laura Ceuli.
Scarse sono le informazioni relative ai suoi primi anni di vita e alla sua formazione scolastica, ma appartenendo al ceto aristocratico probabilmente ricevette un'educazione di tipo umanistico; partecipò poi alla vita pubblica di Roma, ricoprendo la carica di Conservatore presso il Campidoglio per ben due volte nel 1651 e nel 1677.
Non fu per formazione uomo d'armi, ma nel 1648 si rese protagonista di un episodio rocambolesco: decise infatti in quell'anno di entrare come soldato di ventura nell'esercito francese che all'epoca si trovava di stanza in Abruzzo e si presentò con delle credenziali false credendo che in tal modo sarebbe stato per lui più facile superare le difficoltà nel farsi accettare da un'armata nemica dello Stato Pontificio. Venne scoperto e messo ai ferri per qualche tempo, giungendo poi a liberarsi. Deluso, fece ritorno a Roma e qui venne catturato in località Borghetto dal noto brigante Giulio Pezzola che lo tenne imprigionato anch'egli per qualche tempo, richiedendo però alla famiglia d'origine un riscatto a cui, per quanto pagato, il malvivente non tenne fede e anzi fuggì a Pescara con Massimiliano al seguito. Qui egli riuscì a fuggire e fece ritorno a Roma.
Tornato a casa, divenne gentiluomo ed affezionato amico della regina Cristina di Svezia sin dal suo primo soggiorno romano nel 1655-1656. Fonte di tale rapporto era però una passione comune per l'alchimia. Il marchese Savelli Palombara, infatti, presso la sua villa sull'Esquilino, aveva fatto realizzare un proprio laboratorio alchemico seminterrato, mentre la sovrana svedese ne aveva allestito uno a palazzo Riario, dove gli esperimenti erano condotti sotto la direzione dell'alchimista bolognese Pietro Antonio Bandiera. Le relazioni tra i due personaggi sono state documentate da una serie di poesie manoscritte che Palombara dedicò ed inviò alla regina di Svezia che poi questa, alla sua morte, lasciò alla Biblioteca apostolica vaticana. Fu durante la frequentazione del salotto culturale della regina Cristina a Roma che il marchese conobbe personaggi della cultura dell'epoca nonché alcuni alchimisti e scienziati, come ad esempio il gesuita Athanasius Kircher col quale condivise teorie alchemiche egiziane antiche, oltre al medico e alchimista milanese Giuseppe Francesco Borri e al poeta pesarese Francesco Maria Santinelli. Fu probabilmente in questo stesso ambito che il marchese frequentò un poeta chiamato Lesbio Lintuatici, membro probabilmente della compagnia teatrale dei Confederati al quale dedicò tra gli altri un sonetto sulle qualità della pietra filosofale dal titolo La Bugia che ancora oggi si qualifica come l'opera letteraria di maggiore notorietà del marchese Savelli Palombara.
Accanto agli esperimenti alchemici, dunque, il Savelli Palombara coltivò anche la poesia (sia in latino che in italiano), esprimendosi in un carattere spiccatamente bucolico, con una certa passione sia per l'etimologia che per i giochi di parole, interpretandoli come una delle prime fasi della ricerca alchemica.
Morì a Roma il 16 luglio 1685 nel proprio palazzo presso Montecitorio. Fu sepolto nella cappella gentilizia della sua famiglia all'interno della chiesa di San Silvestro in Capite.

## La Porta Magica

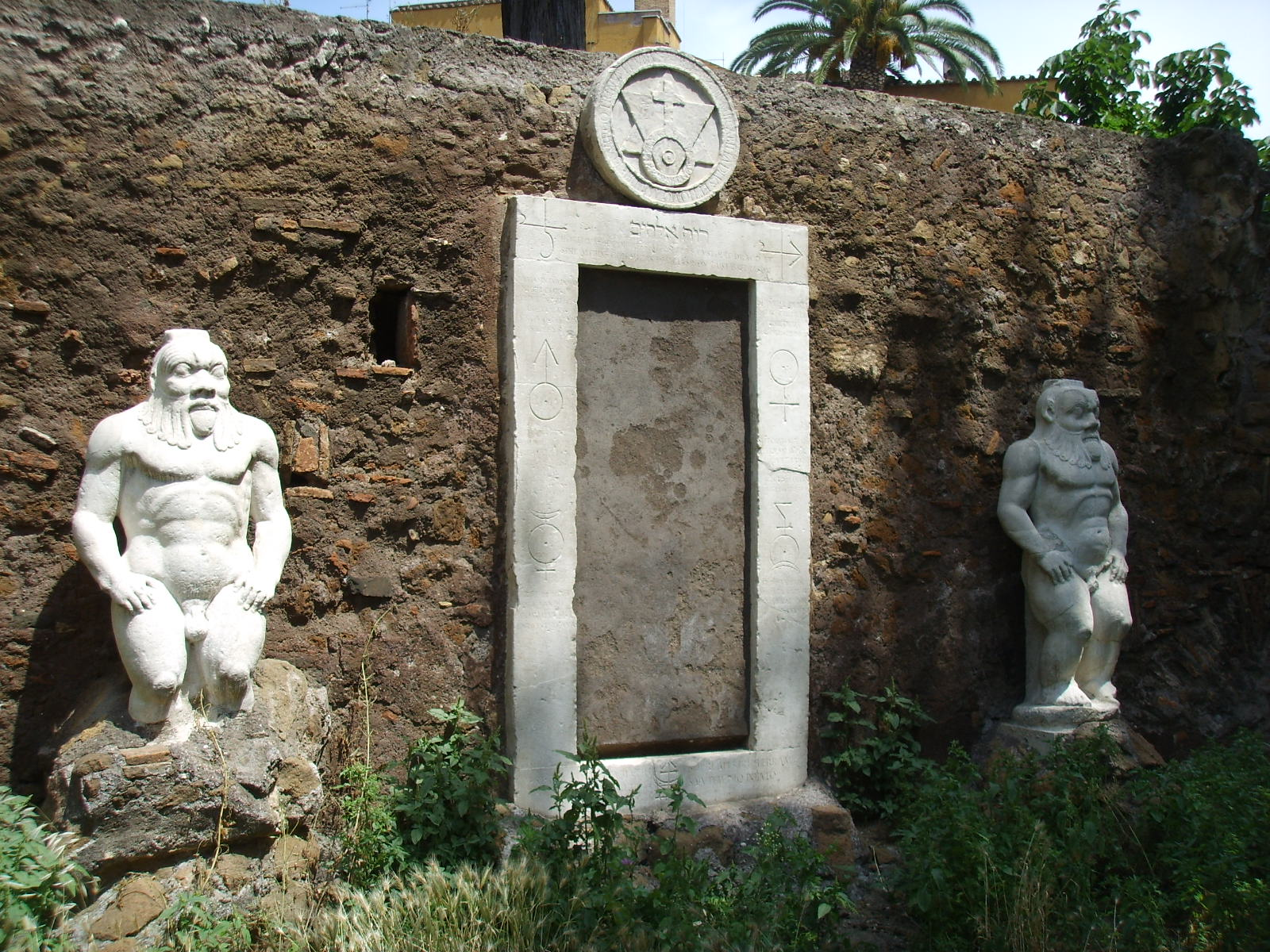
La Porta Magica fatta costruire dal marchese Palombara

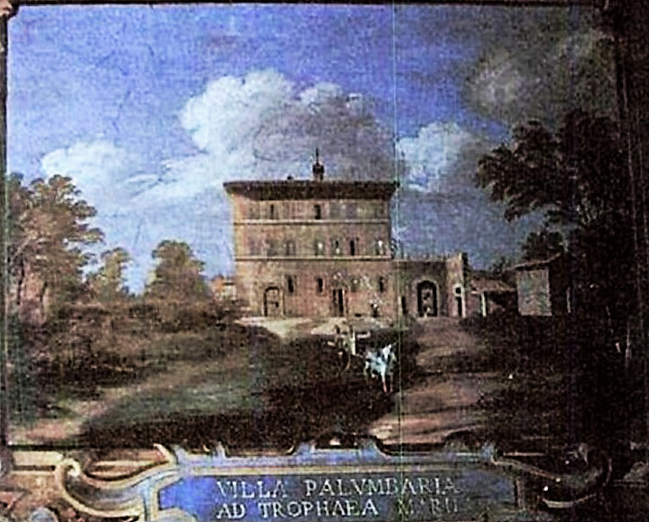
Villa Palombara, poi demolita

La fama del marchese, ad ogni modo, è indissolubilmente legata alla sua prima attività di alchimista ed alla costruzione che egli fece realizzare sulla cosiddetta Porta Magica, unica testimonianza architettonica della tradizione alchemica occidentale, ma il cui significato preciso è ancora oggi sfuggevole ai più. Posta nei pressi della chiesa di Sant'Eusebio, nell'attuale piazza Vittorio Emanuele II, un tempo questo monumento era addossato al muro di cinta della sua villa che andò rasa al suolo a fine Ottocento nell'ambito del piano di risistemazione della città di Roma, divenuta nel frattempo capitale del neonato regno d'Italia. La posizione di questo manufatto, un tempo presente all'interno del giardino privato della villa e non sulla pubblica piazza come appare attualmente, unitamente ad alcune indicazioni scolpite che lascerebbero intendere una certa passione di Palombara per la ricerca su testi antichi, fa pensare che praticasse esperimenti nei campi della metallurgia ma anche lo studio delle erbe officinali oltre che sulle virtù magiche delle pietre e dei minerali, prendendo ispirazione in questo da una serie di passi di Dioscoride e Plinio il Vecchio che Massimiliano stesso cita sovente all'interno delle proprie opere, assieme a passi più recente derivati dagli studi del medico e scienziato Gabriele Falloppio.
Il primo studioso della porta di Palombara, lo storico ed archeologo romano Francesco Cancellieri, parlò di questo monumento e della biografia del marchese nel 1806, riportando i testi delle preziosissime epigrafi che ancora si potevano leggere sulla villa e che in seguito andarono irrimediabilmente perdute.

## Matrimonio e figli
Massimiliano si sposò due volte, la prima con Cassandra Mattei dalla quale ebbe in tutto otto figli. Alla morte della prima moglie, si risposò nel 1662 con Costanza Baldinotti dalla quale ebbe altri tre maschi e due femmine. Tra i suoi discendenti si conta anche Massimiliano Camillo VIII Massimo, I principe di Arsoli.